# Музей техники в Зинсхайме
Музей техники в Зинсхайме (нем. Auto- und Technikmuseum Sinsheim) — музей в городе Зинсхайме, земля Баден-Вюртемберг, Германия. Был открыт в 1981 году. Сегодня насчитывает более 3 000 экспонатов на площади свыше 50 000 м² (из них площадь павильонов составляет 30 000 м²). Ежегодно музей посещает свыше миллиона посетителей, для которых он открыт целый год. Музей связан с музеем техники в Шпайере, до которого можно добраться на автомобиле за 30 минут. На территории музея имеются ресторан и закусочная, игровые площадки, аттракционы и магазин, где можно приобрести на память сувениры, модели и специальную литературу.

## Главные экспонаты
Большую часть экспонатов представляют транспортные средства в самом широком смысле: от выставки детских колясок, оригинального собрания велосипедов, выполненных в технике fischertechnik мотоциклов, автомобилей (в т. ч. спортивных), автомобилей Формулы-1, дрегстеров и автомобиля - мирового рекордсмена Blue Flame довоенной коллекции бронемашин, а также многочисленных исторических локомотивов (в т. ч. паровых). Следующее главное направление представляют собой самолёты, некоторые из которых можно увидеть изнутри. Гвоздём программы безусловно являются Конкорд и Ту-144. Первый был подарен музею в 2003 году авиакомпанией Air France. Теперь Зинсхайм - единственное место, где можно увидеть оба стоящих рядом сверхзвуковых пассажирских самолёта. 
Дополнительно к выставочным павильонам музей имеет 3D-кинотеатр IMAX с размером экрана 22 × 27 метров.
Экспонаты сгруппированы тематически так, чтобы любой посетитель мог увидеть их в непосредственной близости. К отдельным экспонатам имеются информационные таблички с важными данными. По желанию посетители могут заказать экскурсию по музею с пояснениями к экспонатам.
Следующие самолёты можно увидеть изнутри: Конкорд, Ту-144, Junkers Ju 52 и Douglas DC-3. После осмотра пассажирского отсека обход заканчивается у кабины пилотов, отгороженной от посетителей плексигласом.

## Другие экспонаты
- Целиком сохранившаяся паровая машина, которую можно увидеть в действии, бросив монету в автомат.
- 300 олдтаймеров
  - большая коллекция автомобилей Мерседес-Бенц и Maybach
  - коллекция автомобилей американской мечты (из 1950-х гг.)
  - все Корветты шестидесятых годов
- American LaFrance «Brutus» (гоночный автомобиль, собственная работа музея на шасси 1907 г. в. с 12-цилиндровым авиационным двигателем 8 серии BMW-VI, с рабочим объёмом 47 л.)
- 40 гоночных и спортивных автомобилей
  - коллекция Формулы-1Blue Flame
  - Blue Flame - автомобиль, установивший в 1970 году мировой рекорд скорости для сухопутных транспортных средств (1 001,452 км/ч). Рекорд продержался до 1983 года.
  - De Lorean
  - много известных моделей Ferrari
- 200 мотоциклов
- 27 локомотивов, среди которых паровоз BR 41
- 60 самолётов
- 150 тракторов
- грузовики
- танцевальные и оркестровые органы, оркестрионы
- танки, артиллерия и прочая военная амуниция
- ветрогенераторы